# François Verjus
François de Verjus (né vers 1633 à Sens et mort à Grasse le 7 décembre 1710) est évêque de Grasse de 1684 à sa mort et évêque désigné de Glandèves en 1685-1686.

## Biographie
François Verjus est un prêtre de la congrégation de l'Oratoire. Il a pour frère le diplomate Louis de Verjus, comte de Crécy et le Père Antoine Verjus (1632-1706) de la Compagnie de Jésus. En 1677, il est pourvu en commende de l'abbaye Notre-Dame de Barbery située en Normandie.
Il est désigné comme évêque de Grasse le 31 mai 1684 à la suite du transfert de Charles-Bénigne Hervé dans le diocèse de Gap. Toutefois François Verjus est nommé évêque de Glandèves dès novembre 1685 à la place du coadjuteur du siège, François de Camps désigné pour le diocèse de Pamiers.
 Jean-Balthazar de Cabanes de Viens ayant refusé le siège épiscopal de Grasse resté vacant, François Verjus est finalement nommé une seconde fois évêque de Grasse. La cour de Rome refusant d'expédier les bulles de confirmation depuis la « Déclaration du clergé gallican » de 1682, il ne reçoit les siennes que le 24 mars 1692. Il est consacré dans l'église des Dominicaines de Charonne le 5 décembre par Charles-Maurice Le Tellier, archevêque de Reims. Le pape Innocent XII l'autorise également par une autre bulle du 30 juillet 1692 à  rattacher les revenus de la prévôté de Grasse à la mense épiscopale. 
Il meurt à Grasse en 1710.